# Leptotettix spinoselaminatus
Leptotettix spinoselaminatus är en insektsart som beskrevs av Max Beier 1960. Leptotettix spinoselaminatus ingår i släktet Leptotettix och familjen vårtbitare. Inga underarter finns listade i Catalogue of Life.